# Ковалевская, Любовь Александровна
Любовь Александровна Ковалевская (укр. Любов Олександрівна Ковалевська; род. 6 января 1953, Свердловская область) — советская и украинская журналистка, писательница. Стала известна после публикации статьи в газете «Літературна Україна», где написала об ошибках при строительстве Чернобыльской АЭС, которая была опубликована за месяц до аварии. Лауреат награды «За мужество в журналистике» (1991).

## Биография
Родилась 6 января 1953 года в селе Ерки Свердловской области.
Окончила Нижнетагильский педагогический институт (1976). После института работала в сельской школе близ города Алапаевск.
В 1977 году переехала в Припять Киевской области, где занималась педагогической деятельностью. С 1979 года — редактор газеты «Трибуна энергетика», которая принадлежала управлению строительства Чернобыльской АЭС.
27 марта 1986 года в газете «Літературна Україна» была опубликована её статья «Не частное дело», где Ковалевская написала об ошибках при строительстве третьей очереди ЧАЭС. Благодаря этому материалу Ковалевская получила известность после аварии на Чернобыльской АЭС, произошедшей в ночь с 25 на 26 апреля 1986 года. Находясь в Припяти, в двух километрах от места взрыва, Ковалевская получила дозу облучения радиацией, в результате чего заболела раком щитовидной железы. После аварии Ковалевская эвакуировалась в Киев. Занималась изучением последствий катастрофы на ЧАЭС. Участвовала в антиядерной демонстрации в Германии.
В октябре 1991 года в США получила премию «За мужество в журналистике» Международного фонда женщин, работающих в СМИ.
В 2000—2001 годах публиковалась в газете «День». В 2002 году переехала в Рязань.

## Книги
- «Чернобыльский дневник» (1986—1987)
- «Защита и незащищенность» (1989)
- «Длинные руки беды» (1989)
- «Заметки публициста» (1990)
- «Чернобыль „ДСП“» (1995)